# Dicranomyia (Nealexandriaria) nathalinae
Dicranomyia (Nealexandriaria) nathalinae is een tweevleugelige uit de familie steltmuggen (Limoniidae). De soort komt voor in het Oriëntaals gebied.